# Welcome to the Other Side
Welcome to the Other Side (Bienvenue ailleurs en français) est un concert virtuel diffusé en direct et en réalité virtuelle sur internet, donné par le musicien français Jean-Michel Jarre l'occasion du réveillon de la Saint-Sylvestre 2020. L'évènement était organisé à la demande de la Ville de Paris, et était placé sous le patronage de l'Unesco.
Ce concert reprend les techniques utilisées quelques mois plus tôt pour Alone Together lors de la fête de la musique.
L'artiste a joué depuis le studio Gabriel sur les Champs Elysées, vêtu d'un casque de réalité virtuelle et une combinaison équipée de capteurs, permettant à son avatar d'évoluer dans une cathédrale Notre-Dame virtuelle, entièrement modélisée en 3D pour l'occasion. Les spectateurs munis d'un équipement compatible (Oculus Rift, HTC Vive, Valve Index, Samsung Odyssey, Windows MR) pouvaient rejoindre la salle virtuelle. La maire de Paris, Anne Hidalgo, devait prendre part au spectacle, sous la forme d'un avatar personnalisé.

## Titres interprétés
Le concert se composait d'extraits des derniers albums Electronica, et de versions retravaillées des anciens classiques Oxygène et Équinoxe,.
1. The Opening
2. Oxygene 2 – JMJ Rework of Kosinski Remix
3. The Architect
4. Oxygene 19
5. Oxygene 8
6. Zero Gravity
7. Exit
8. Equinoxe 4
9. Stardust
10. Herbalizer
11. Oxygene 4 – JMJ Rework of Astral Projection Remix
12. The Time Machine

## Production
C'est une nouvelle fois l'entreprise française VRROOM qui a produit la version virtuelle de ce concert et supervisé la diffusion technique sur tous les canaux numériques accessibles (Second Life, YouTube, Twitter, Weibo, Bilibili, Douyin, etc.). Le concert a également été diffusé en direct sur les chaînes de télévision BFM TV et BFM Paris, ainsi que sur la radio France Inter. L'Union européenne de radio-télévision a mis la retransmission à disposition de ses membres, télévision et radio.
Une semaine après l'évènement, l'artiste revendique plus de 75 millions de spectateurs, dans le monde entier, toutes plateformes confondues.

## Version binaurale
A l'occasion de la diffusion du concert sur la webradio FIP le 17 mars 2021, Jean-Michel Jarre a travaillé avec David Perreau et Hervé Déjardin (Radio France) à la réalisation d'une version binaurale et 5.1 de l'intégralité du concert pour une écoute en 360°.